# Трость

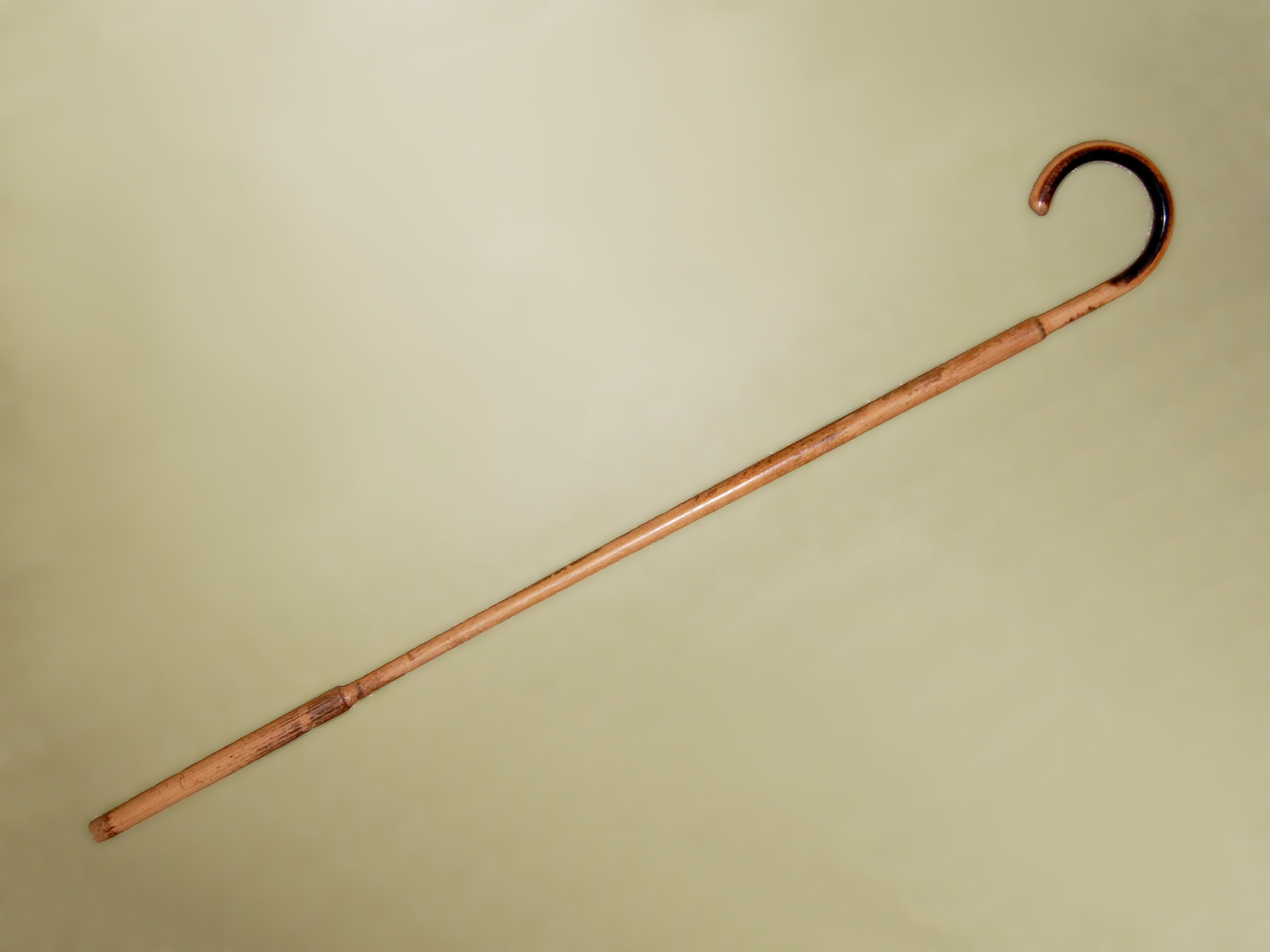
Тростниковая трость

Трость (от «тростни́к») — изделие, всякая ручная палка или посошок пешехода, чисто обделанный или в оправе, знак различия и отличия, позднее — ортопедический инструмент для создания дополнительной опоры при ходьбе, также используемая как идентификационное и вспомогательное средство при передвижении людьми, имеющими серьёзные нарушения зрения, в том числе полностью слепыми.
Трость имеет долгую историю. Изначально функцию опоры и защиты человека выполняла палка, затем посох. Слово «трость» появилось примерно в XVI веке. Кроме медицинской функции трость также выполняет декоративную функцию аксессуара, дополняющего образ человека. Трость состоит из следующих элементов: ствола (шафта), ручки (или набалдашника), наконечника, также может включать так называемый «секрет».

## Типы и виды

### Знак отличия
Трость являлась знаком отличия кавалеров того или иного ордена и употреблялась официалами орденов. На них имелись знаки соответствующего ордена. Обыкновенно трости изготавливали из чёрного дерева, но употребляли и иные.
Ранее отличительная принадлежность, присвоенный кому или чему знак, предмет для отличия называли «атрибутом» и у швейцара атрибутами являлись трость или булава и перевязь.

### Знак различия
В XVI—XVII веках в русском стрелецком войске «начальные люди» (офицеры) отличались от рядовых стрельцов покроем одежды, вооружением, а также имели трость (только полковники или генералы, которую они заказывали за свой счёт, возможно, заменила чекан) и рукавицы или перчатки с запястьями.
В Войске Донском у войскового атамана (как знак различия) была трость, называемая «насека», которую они, оставляя свою должность передавали вновь избранному (позднее назначенному) в это звание с особенною церемонией. Пётр I, желая придать войсковым атаманам более важности и власти пожаловал в 1704 году Войску Донскому серебряную печать и насеку, украшенную на концах серебряною оправою; на верхней оправе была надпись «насека войска донского 1704 года».

Воспоминания запорожца
… Каждые полгода они выбирали военачальника, кошевого, который, отправившись в церковь, торжественно принимал знаки своего достоинства, получаемые им от русской государыни и состоявшие из особой шапки, булавы, пернача, трости и бунчука. …— Жильбер Ромм. Путешествие в Крым в 1786 г. — Ленинград: Издание Ленинградского государственного университета, 1941 г. — 79 с.

### Стандартная (цельная) трость
Стандартная цельная трость выполнена чаще всего из дерева. Является надёжной опорой, однако такую трость сложно подобрать точно под рост. Для того чтобы подогнать цельную трость по длине с неё снимают наконечник, отпиливают лишнюю часть и надевают наконечник обратно. Увеличить высоту стандартной трости невозможно.

### Трость с Т-образной рукоятью
Трость с Т-образной рукоятью обеспечивает устойчивость как пожилому человеку, так и пациенту в период реабилитации. Служит надёжной опорой при перемещении дома и на улице.

### Складная трость
Складная трость складывается секционно. Главное преимущество складной трости — простота транспортировки. Длина складной трости в сложенном виде равна приблизительно 30—35 см, что позволяет носить её в сумке или рюкзаке.

### Телескопическая трость
Трость телескопическая — регулируема по длине телескопическим способом, оснащена фиксирующим замком, который защёлкивается при выдвижении шафта на нужную длину. Телескопическую трость считают универсальной. Существует множество моделей телескопических тростей:
- Телескопическая трость со смещённым центром тяжести для пациентов с координационными нарушениями (атаксия, возрастные изменения, реабилитация после инсульта)
- Телескопическая трость с анатомической рукоятью для повышенных нагрузок, когда на трость переносят фактически вес тела. Анатомическая рукоять повторяет контуры ладони. Максимально удобна
- Телескопическая трость с двумя опорными рукоятями для подъёма из положения сидя. При подъёме пациент опирается на нижнюю рукоять, встаёт и при ходьбе опирается на верхнюю рукоять
- Телескопическая трость с рукоятью в форме лебединой шеи — классическая трость для пожилых пациентов

Позволяет:
- Опереться на неё двумя руками
- Повесить на руку (когда трость — не нужна)
- Удобно расположить трость в руке при артрите или артрозе

### Трость с опорой
Подвидом телескопических тростей являются трости с опорой на четырёх или трёх ножках. Опоры могут быть большими и малыми, квадратными и пирамидальными. Благодаря большому количеству опорных точек такая трость гарантирует повышенную устойчивость. Обычно трость с опорой рекомендуют пациентам с нарушениями координации, сильно ослабленным физически, перенёсшим инсульт или находящимся на ранней стадии реабилитационного периода.

### Трость для слепых
Трость для слепых изготавливают из светоотражающего светлого материала. Её ещё называют «белой тростью». Белая трость стала символом слепых в 1921 году, благодаря Джеймсу Биггсу, который первым перекрасил свою чёрную трость в белый цвет.

### Боевые трости
- Трость с клинком. В полости шафта спрятан нож, клинок, шило. Данный вид трости, в зависимости от степени соответствия параметрам, указанным в законах страны, устанавливающих нормы холодного оружия, может относиться к таковому.
- Утяжелённая трость. Полость шафта заливают свинцом
- Трость с пистолетом. Обычно 1-зарядным, но бывает с барабаном. Реже с магазином. Полость является стволом
- Трость-огнемёт. 1-зарядный пиропатрон с горючей жидкостью (напалм). Полость является соплом. Длина факела 1,5—3 метра
- Трость-пневматика. 10—20-зарядный баллончик. Диаметр шарика — 5,5—7,5 мм. Полость является стволом.

### Трость для самообороны
- Трость с электрошокером. Первую трость с электрошокером разработала и изготовила российская мануфактура Мистер Хогвард[источник не указан 2117 дней]
- Газобаллонная трость. Газ от слезоточивого до ядовитого. Полость является соплом.

### Ультразвуковая трость для слепых
Корейская компания Primpo разработала ультразвуковую трость для слепых. Трость распознает препятствия «в диапазоне 25 градусов в горизонтальном направлении и 50 градусов по вертикали». Ультразвуковой сенсор реагирует на объекты размером до 3 см на расстоянии 2 метров от человека. О препятствиях ультразвуковая трость сообщает вибросигналом.
Ещё одна ультразвуковая трость представляет собой электронное устройство, которое надевают на запястье и посылает звуковой или вибросигнал о приближении препятствия или потенциальной опасности.

### Декоративная трость
Декоративная трость выполняет функцию аксессуара, дополняющего образ её владельца. Декоративные прогулочные трости отличаются:
- Материалом, из которого изготовлен ствол трости
- Стилистикой оформления рукояти (набалдашника)
- Коллекционной ценностью (антикварная, не антикварная трость)

При изготовлении элегантных лёгких тростей применяют эксклюзивные, экзотические породы дерева (сапеле, зебрано, лайсвуд, американская вишня, ятоба), а при оформлении ручки или набалдашника — металл (в том числе драгоценные металлы), янтарь, кость, бирюза. По заказу клиента трость ручной работы может венчать ручка оригинальной формы (голова орла, череп, собака), стилизованная роспись шафта или своеобразное декоративное оформление. Коллекционные трости, в особенности трости XIX века, могут быть украшены именной гравировкой, элементами из золота и серебра, инкрустацией из кости, перламутра и драгоценных камней.

### Трость с секретом
Подарочные и прогулочные трости могут быть оснащены так называемым «секретом». «Секрет» трости (нож, рапира, фонарик, расчёска, фляжка) располагают в полом пространстве рукояти. Первый секрет-фляжка был изготовлен в XIX веке по заказу принца Эдуарда, мать которого, королева Виктория, не одобряла пагубной привычки сына.

### Многофункциональные трости
К многофункциональным тростям относят трость-зонт, трость-стул и трость-коляску. Трость-стул представляет собой телескопическую трость, оснащённую складным пластмассовым сиденьем, на котором можно отдохнуть во время прогулки или присесть на остановке, ожидая транспорт. Трость-коляска вполне подходит для мам и используема ими во время путешествий или походов на далёкие расстояния, когда приходится складывать коляску и брать ребёнка на руки.
Смарт-трости, обычно изготовляемые для пожилых людей, могут иметь встроенные функции диагностики организма, фонарик, вызов скорой помощи, подачи звукового сигнала тревоги, датчик GPS.

### Розга-трость
Розга-трость, гибкая трость или кейн (англ. cane, rattan cane) — инструмент для осуществления телесных наказаний.

## В искусстве
- В фильме «Бакенбарды» режиссёра Юрия Мамина трость показана орудием силы:

Трость, судари мои, — это универсальное изобретение человечества. Это не только изящная штучка, но и великолепное оружие.

## Галерея

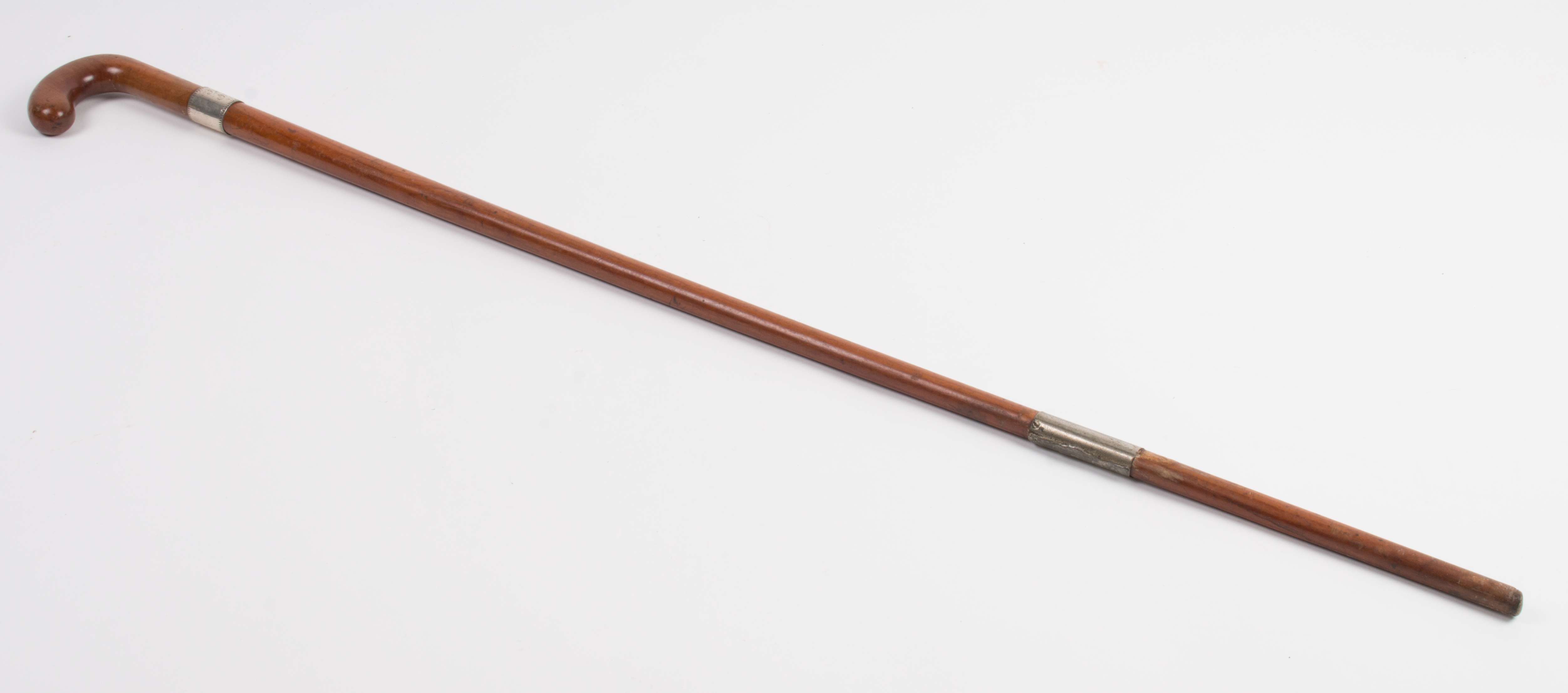
Трость с серебряными окольцовками
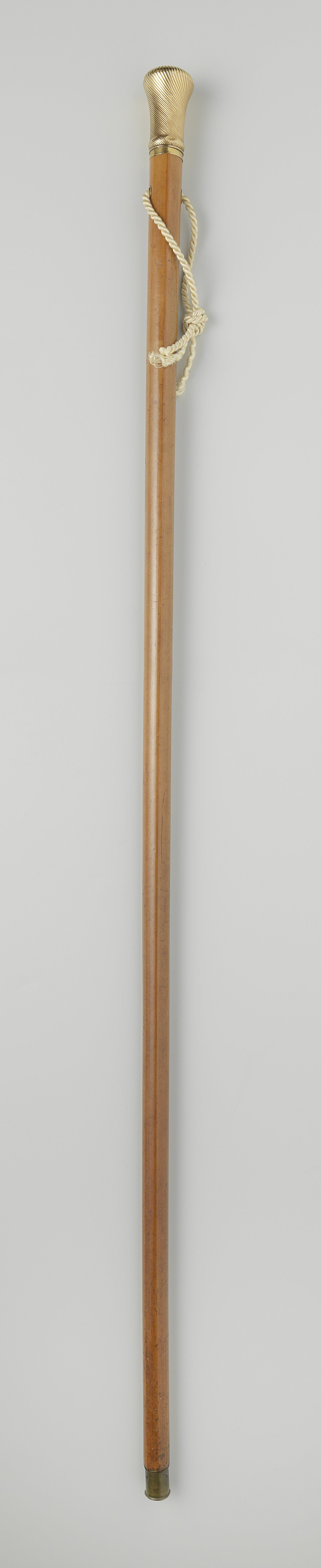
Трость с металлическим набалдашником и темляком
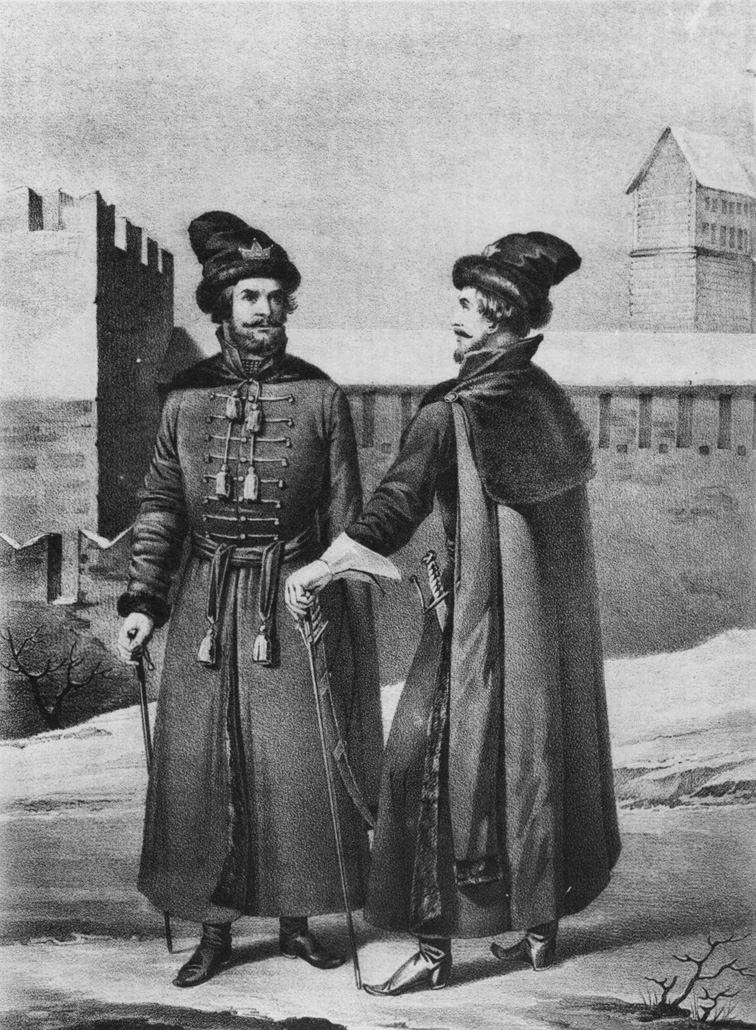
Офицеры-сотники (капитаны) московских стрелецких полков. Видны трости
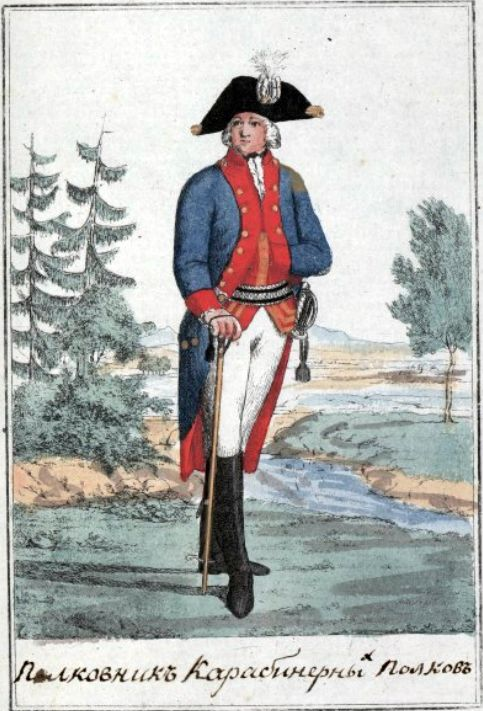
Полковник карабинерных полков Российской империи, 1793[8] Видна трость
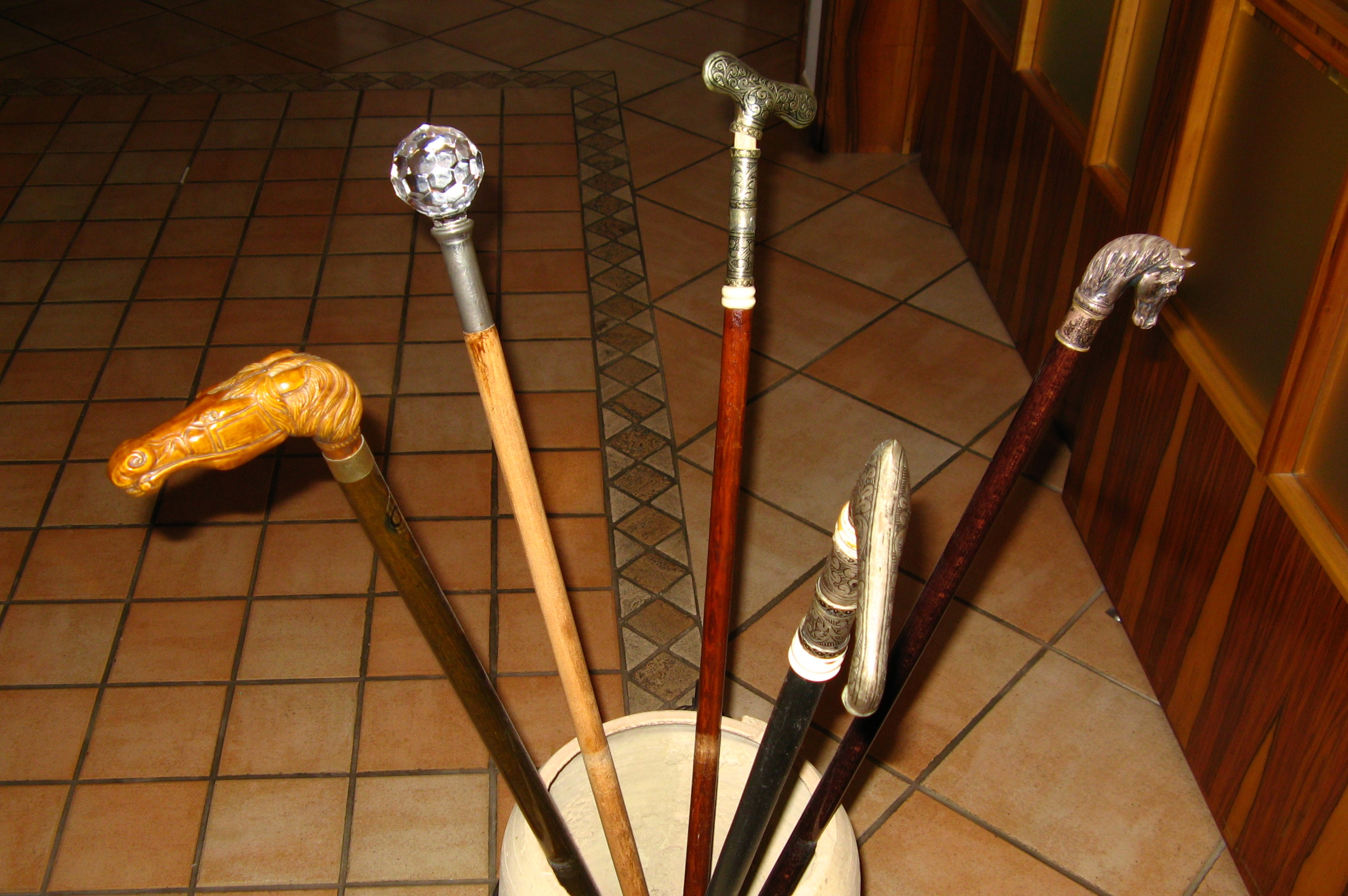
Разнообразные виды набалдашников тростей
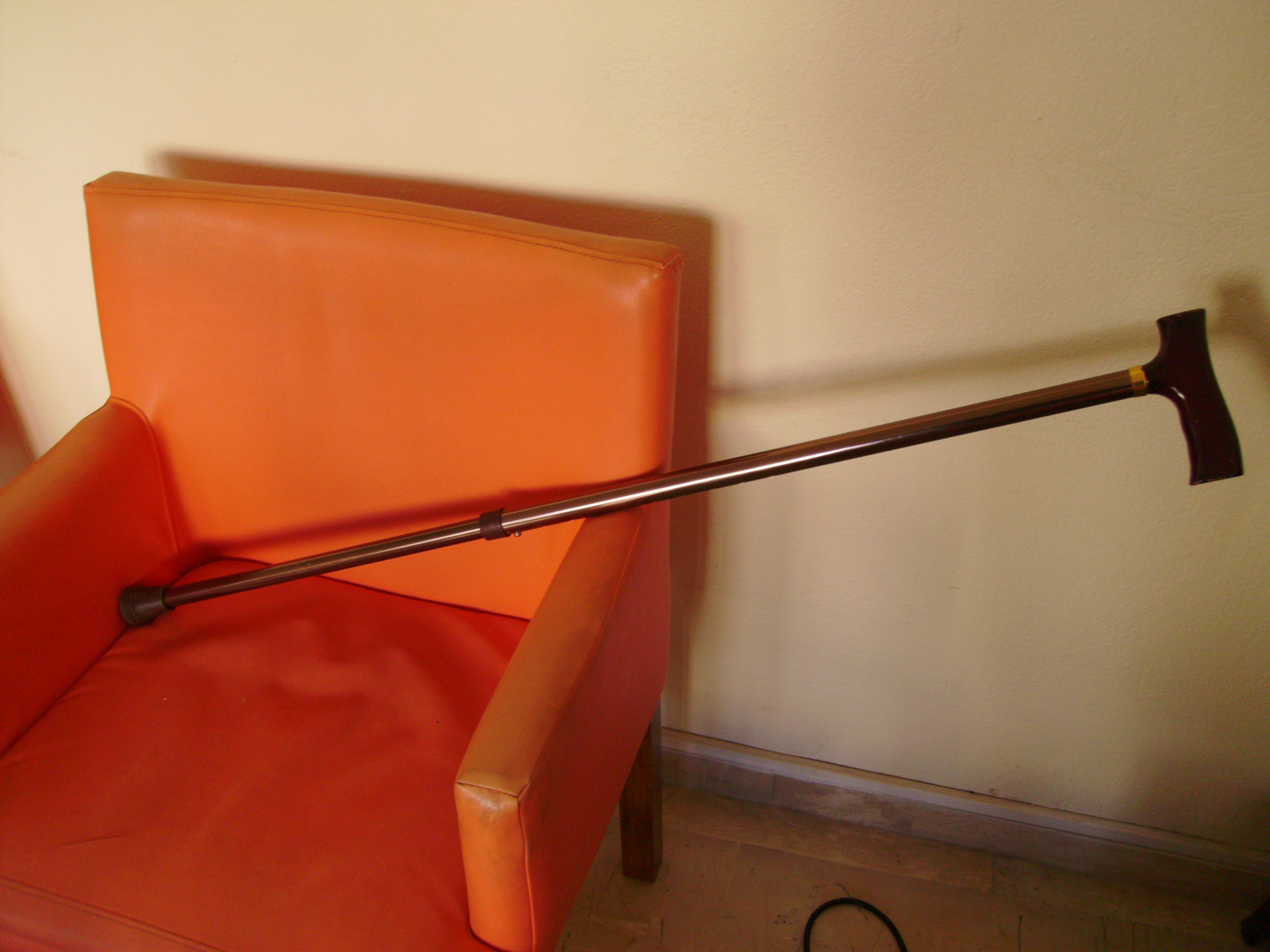
Трость с Т-образной рукоятью
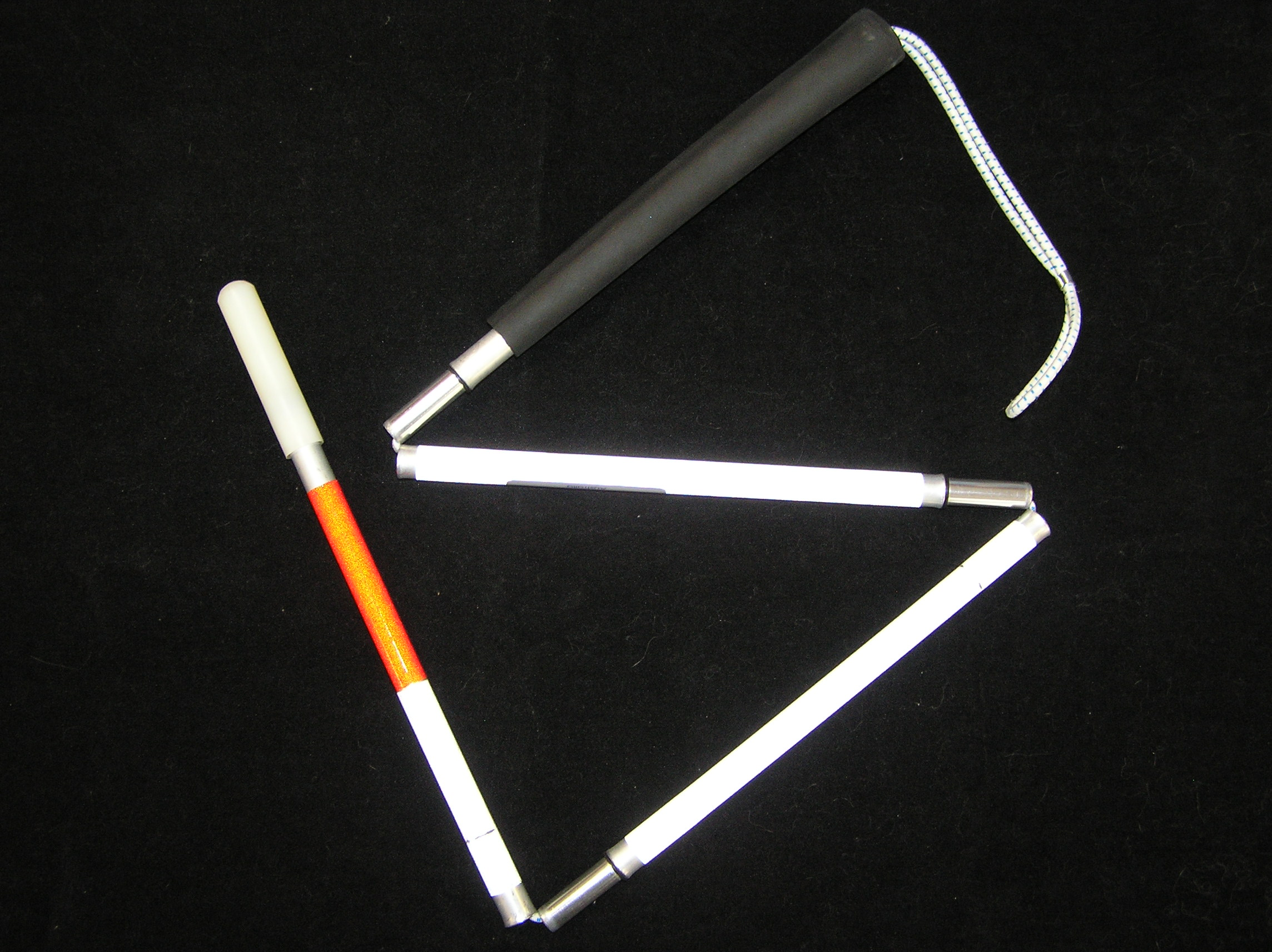
Складная трость, состоящая из рукояти, 4 секций, наконечника
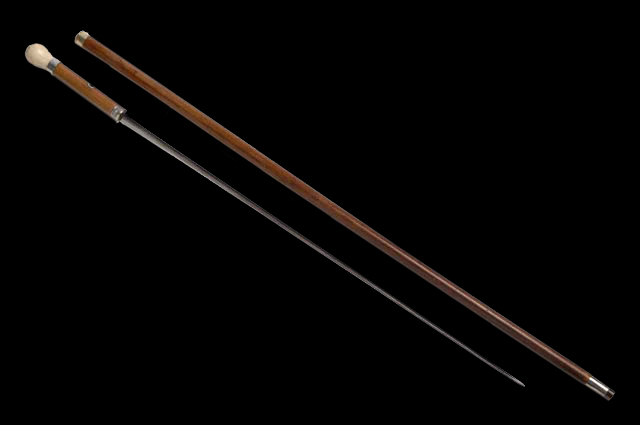
Деревянная трость с кинжальным клинком
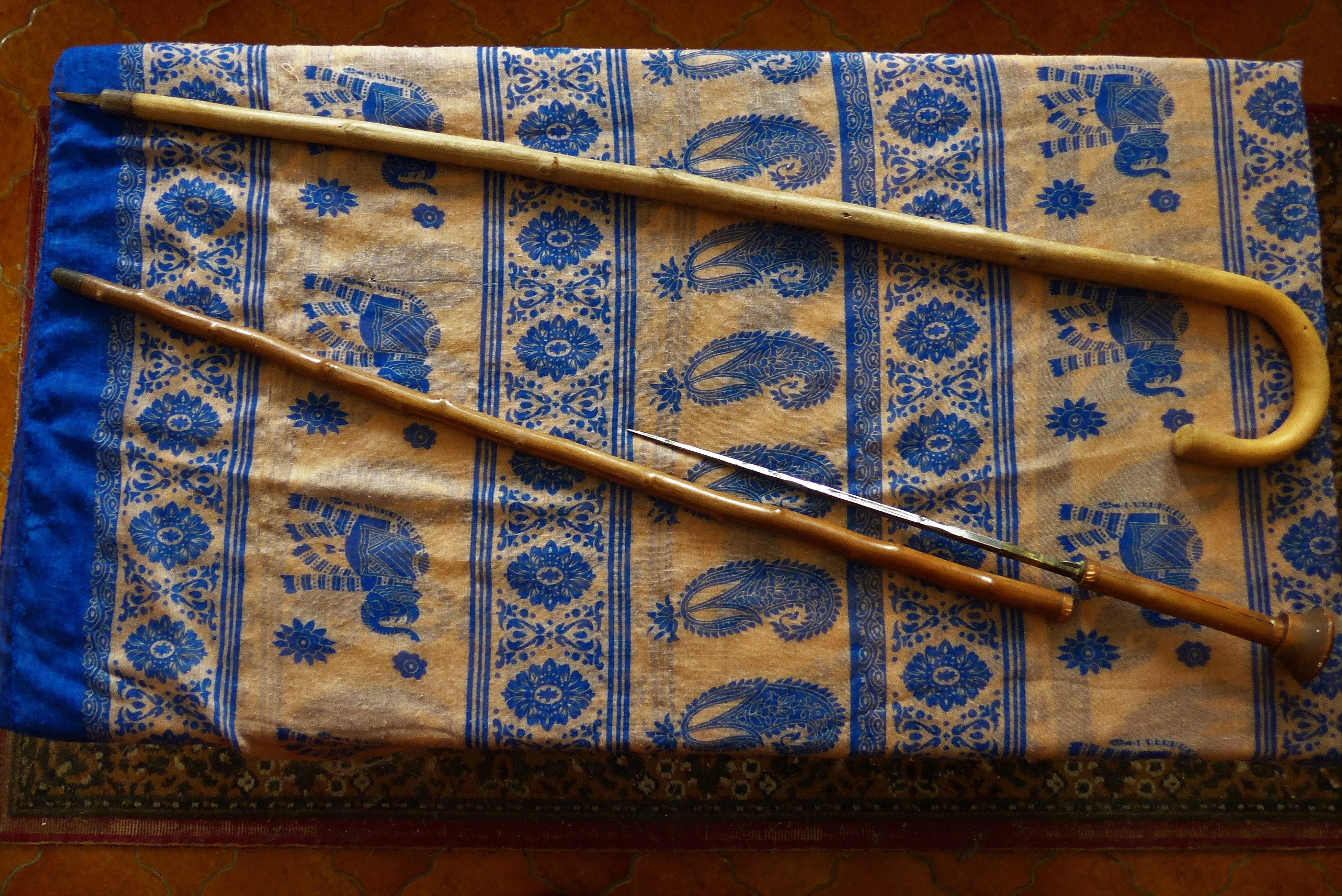
3-гранный стилет, скрытый в трости
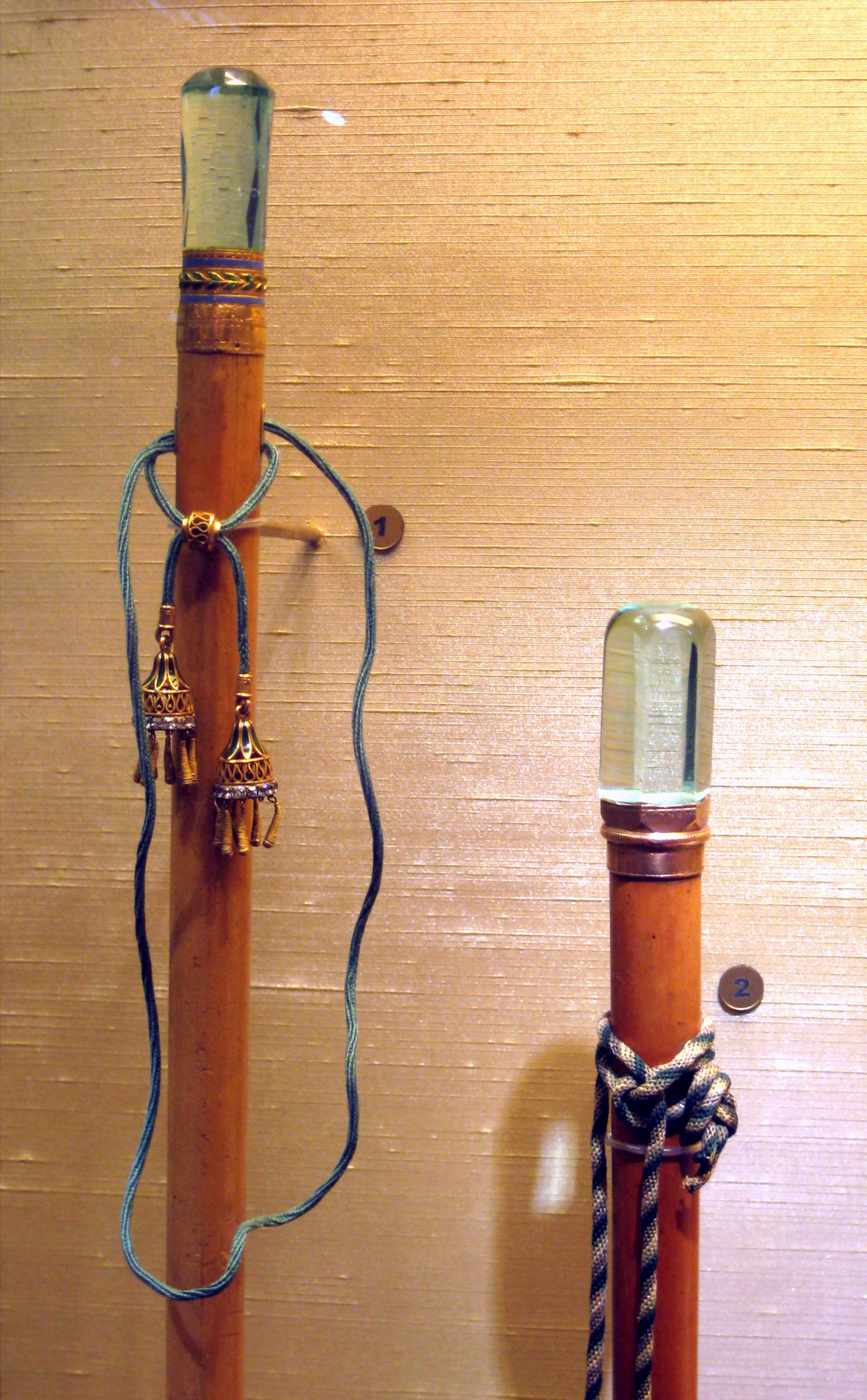
Трости, принадлежавшие российской императрице Екатерине II
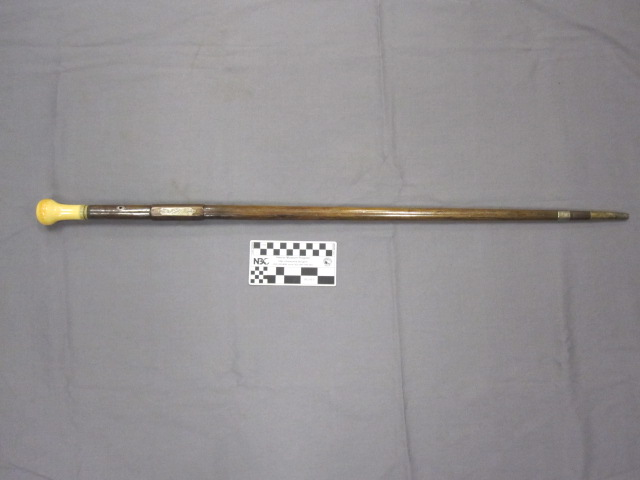
Деревянная трость с набалдашником из слоновой кости
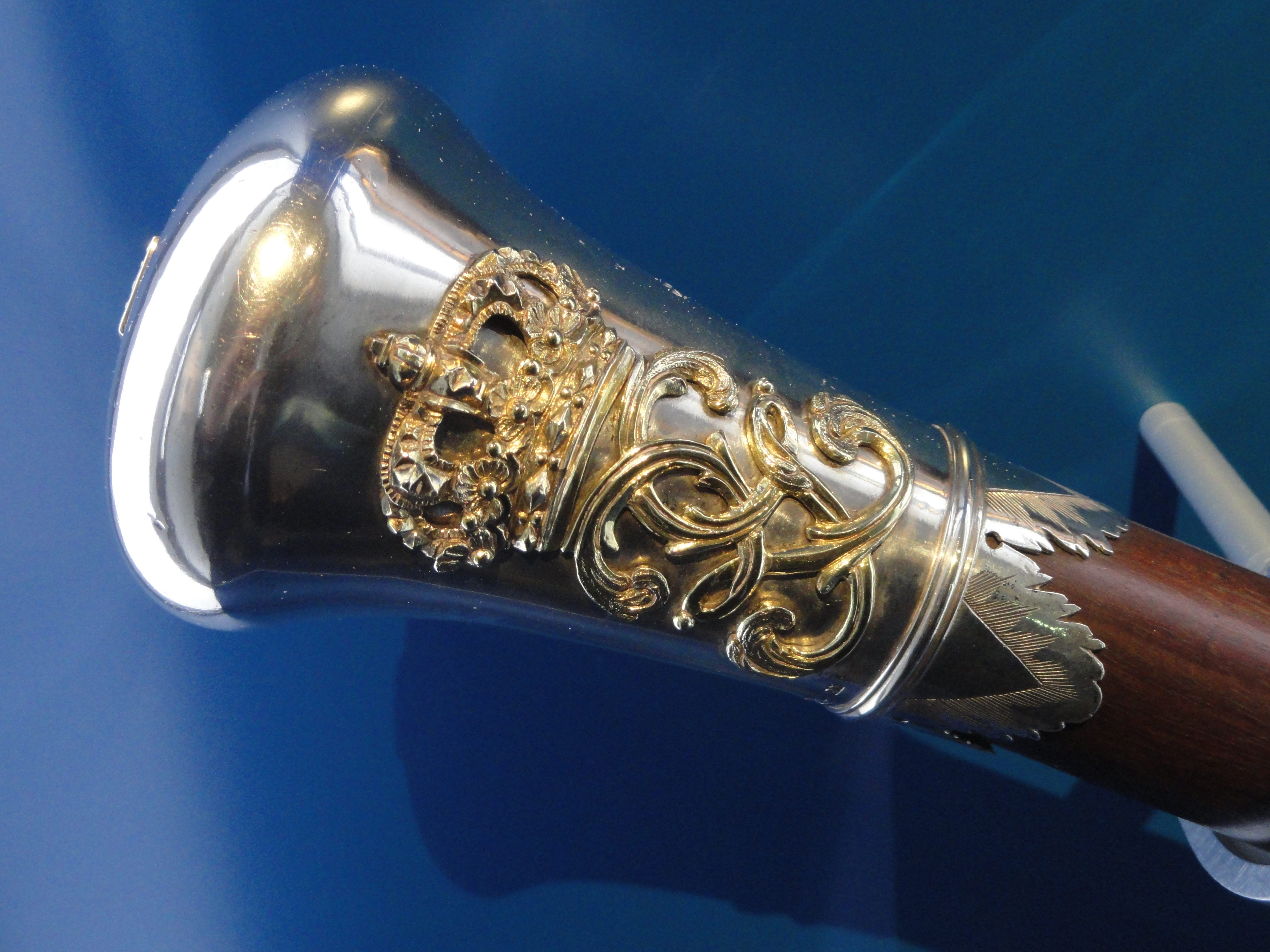
Украшенный набалдашник трости
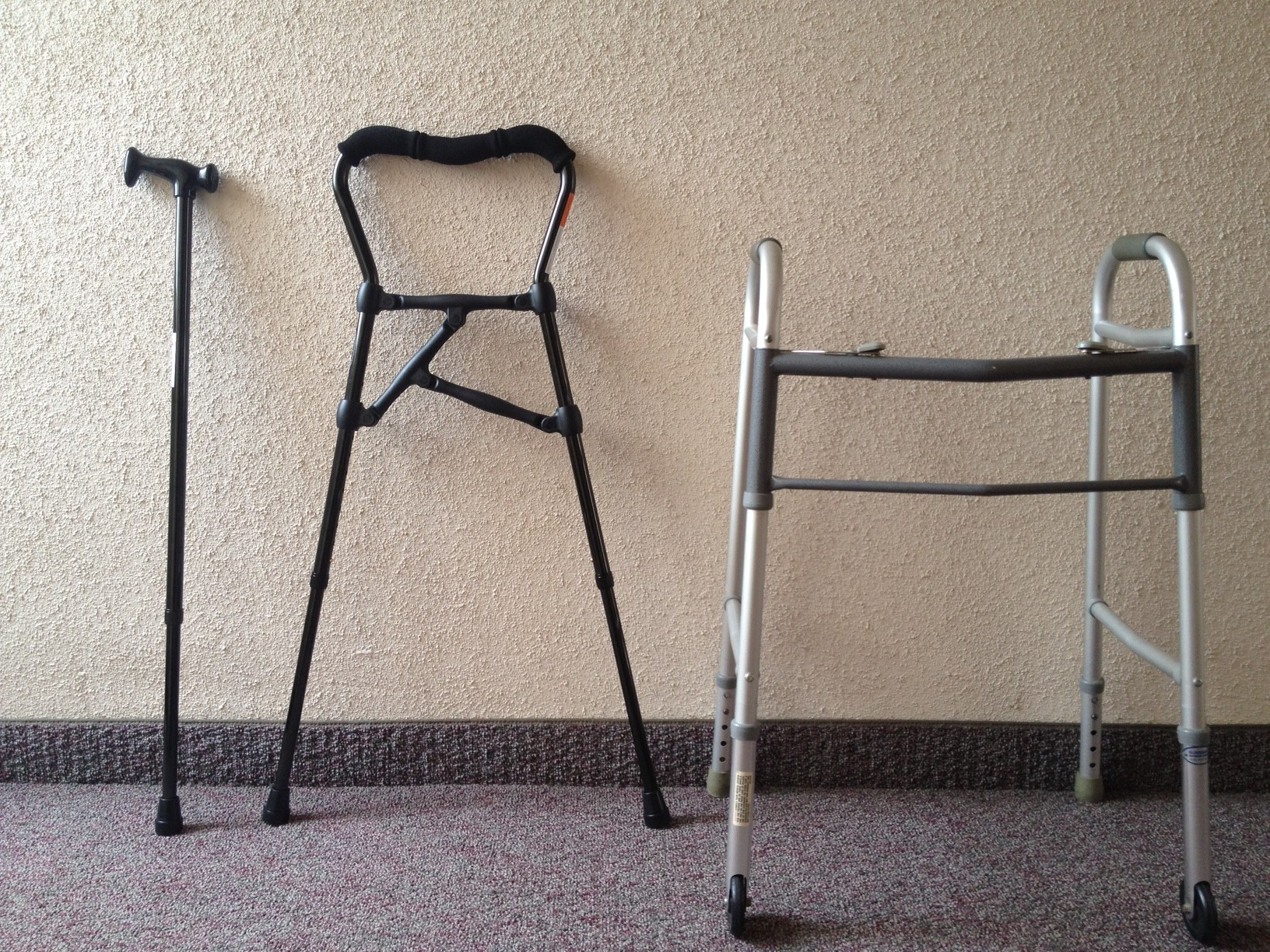
Многофункциональные трости
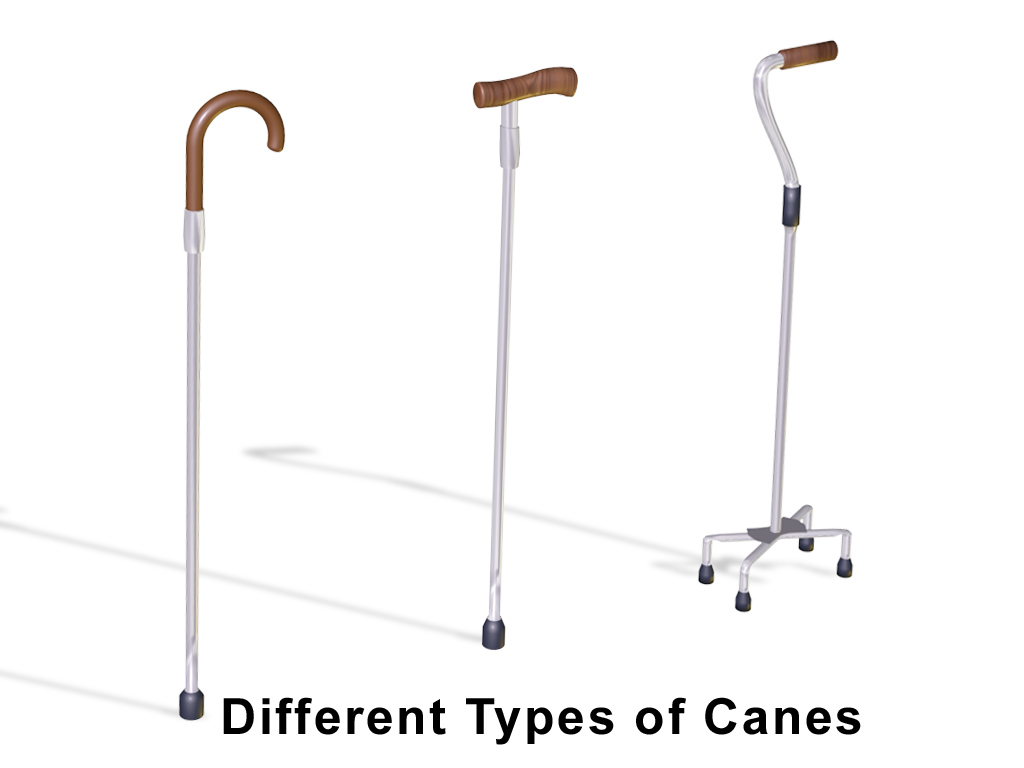
Трость с опорой и регулируемые трости, многоопорные трости применяют после инсульта или при плохой устойчивости